# Бреан
Бреа́н (фр. Bréhand, брет. Brehant-Monkontour, галло Berhaund-Moncontór) — коммуна во Франции, находится в регионе Бретань. Департамент — Кот-д’Армор. Входит в состав кантона Плене-Жюгон. Округ коммуны — Сен-Бриё.
Код INSEE коммуны — 22015.

## География
Коммуна расположена приблизительно в 370 км к западу от Парижа, в 75 км северо-западнее Ренна, в 19 км к юго-востоку от Сен-Бриё.

## Население
Население коммуны на 2016 год составляло 1 624 человека.
| 1962 | 1968 | 1975 | 1982 | 1990 | 1999 | 2008 | 2016 |
| ---- | ---- | ---- | ---- | ---- | ---- | ---- | ---- |
| 1290 | 1307 | 1247 | 1369 | 1287 | 1271 | 1421 | 1624 |

## Администрация
| Период | Период | Фамилия         | Партия                                    | Примечания |
| ------ | ------ | --------------- | ----------------------------------------- | ---------- |
| 1935   | 1965   | Франсуа Шердель | Национальный центр независимых и крестьян | фермер     |
| 1965   | 1993   | Рене де Фуко    | Национальный центр независимых и крестьян | фермер     |
| 1993   | 2001   | Жерар Лангле    | Социалистическая партия                   | торговец   |
| 2001   | 2014   | Мишель Эрве     | Разные правые                             | бухгалтер  |
| 2014   |        | Ив Рюффе        | Разные правые                             | профессор  |

## Экономика
В 2007 году среди 858 человек в трудоспособном возрасте (15—64 лет) 650 были экономически активными, 208 — неактивными (показатель активности — 75,8 %, в 1999 году было 73,3 %). Из 650 активных работали 627 человек (326 мужчин и 301 женщина), безработных было 23 (9 мужчин и 14 женщин). Среди 208 неактивных 63 человека были учениками или студентами, 100 — пенсионерами, 45 были неактивными по другим причинам.

## Достопримечательности
- Замок Лоне (XIV век)
- Церковь Нотр-Дам в нео-готическом стиле. Построена в 1890 году на месте старой церкви Св. Петра 1124 года
- Часовня Сен-Мало (XVI век)
- Усадьба Кэмби (XVI век)